# Villefranche-sur-Saône
Villefranche-sur-Saône è un comune francese di 35 246 abitanti situato nel dipartimento del Rodano della regione Alvernia-Rodano-Alpi, sede di sottoprefettura.
È una delle capitali storiche della contea del Beaujolais.
I suoi abitanti si chiamano Caladois/Caladoises.

## Società

### Evoluzione demografica
Abitanti censiti

## Infrastrutture e trasporti
L'abitato è servito da un piccolo aeroporto, l'aeroporto di Villefranche Tarare, situato a 10 km Sud-Ovest dal suo centro ed utilizzato principalmente per il traffico tipico dell'aviazione generale e da attività di aviazione sportiva come il volo a vela.

Il comune è servito dall'omonima stazione ferroviaria.

## Amministrazione

### Gemellaggi
- Bühl
- Călărași
- Cantù
- Kandi
- Schkeuditz